# タリク・ブラック
タリーク・バーナード・ブラック  (Tarik Bernard Black 1991年11月22日 - )は、アメリカ合衆国・テネシー州メンフィス出身のバスケットボール選手。

## 来歴
テネシー州メンフィス出身。大学も地元のメンフィス大学に進学したブラックは、2012年にカンファレンスUSAの2ndチームに選出されるなど、同大学の主力として活躍。しかし、学業も優秀だったブラックは、2013年に3年生の時点で大学を "卒業" することになり、2013年のNBAドラフトにもかかることもなかった為に、NBA入りを目指す為にカンザス大学に "再入学" 。ところが、このブラックの決断が、後々にメンフィス市民の怒りを買うことになる。
カンザス大学で1年間プレーした後2014年のNBAドラフトにエントリーしたものの、どのチームからも指名を受けることは出来ず、同年夏のNBAサマーリーグでヒューストン・ロケッツの一員として参加し、8月27日に正式にロケッツと契約。しかし、12月26日にジョシュ・スミスと契約する為のロースター枠の確保の為に解雇。また、その間にロケッツの一員としてメンフィス・グリズリーズとの対戦の為にフェデックス・フォーラムを訪れた際には、グリズリーズファンから大ブーイングを浴びせられてしまった。
解雇から2日後に12月28日にロサンゼルス・レイカーズと契約。2016年7月には2年600万ドルで再契約するも、2017年7月1日に解雇。7月14日、ヒューストン・ロケッツと契約した。

### ヨーロッパでのキャリア
2018年8月20日、マッカビ・テルアビブとの契約が発表された。国内リーグのイスラエル・バスケットボール・プレミアリーグでは29試合に出場し、1試合平均18.5分の出場で、9.0得点、6.1リバウンド、1.2アシスト、1.1ブロック、プレーオフでは5試合に出場し、1試合平均20.4分の出場で、9.4得点、6.0リバウンド、2.0ブロック、1.2アシスト、ユーロリーグでは26試合に出場し、1試合平均21.1分の出場で、11.0得点5.4リバウンドという成績を残した。
2019年6月18日、契約更新が発表された。2020年5月3日、契約解除が発表された。
2021年1月14日、BCゼニト・サンクトペテルブルクとの契約が発表された。ユナイテッドリーグでは6試合に出場し、1試合平均19.2分の出場で、9.0得点、3.5リバウンド、プレーオフでは6試合に出場し、1試合平均22.7分の出場で、9.7得点、5.8リバウンド、1.0ブロック、ユーロリーグでは13試合に出場し、1試合平均14.8分の出場で、5.2得点、3.5リバウンドという成績を残した。

### 母国へ復帰
2021年9月27日、デンバー・ナゲッツとの契約が発表され、傘下のGリーグチームであるグランドラピッズ・ゴールドへ加入した

### 再びヨーロッパへ
2022年7月31日、ユーロリーグとギリシャ・バスケットリーグに所属するオリンピアコスBCと1年契約を結んだ。
2024年7月11日、ユーロリーグとLNBプロAに所属するアスヴェル・バスケットへ1年契約で加入すると発表された。